# سيفديت كيليقلر
سيفديت كيليقلر (بالتركية: Cevdet Kılıçlar)‏ Cevdet Kılıçlar هو صحفي تركي قتل برصاص الجيش الإسرائيلي خلال هجوم القوات الاسرائيلية   على أسطول الحرية التركي عام 2010 الذي كان متوجه الى قطاع غزة المحاصر.

## إنظر أيضاً
- قائمة الاغتيالات في الصراع العربي - الإسرائيلي
- فرقان دوجان
- سيتين طوبق أوغلو